# Aulis Manninen
Aulis Olavi „Ollie” Manninen (ur. 9 stycznia 1917 w Worcester, zm. 7 stycznia 1999 w Gardner) – amerykański lekkoatleta, uczestnik igrzysk olimpijskich w Londynie 1948 r.

## Występy na igrzyskach olimpijskich
Manninen wystartował tylko raz na igrzyskach olimpijskich w 1948 r. Brał udział w maratonie, który się odbył 7 sierpnia 1948 r. Dystans 42,195 km przebiegł w czasie 2:56:49,0 h zajmując 24. miejsce.

## Rekordy życiowe
- maraton – 2:39:59 (1948)